# Epidendrum gregorii
Epidendrum gregorii är en orkidéart som beskrevs av Eric Hágsater. Epidendrum gregorii ingår i släktet Epidendrum och familjen orkidéer.
Artens utbredningsområde är Panamá. Inga underarter finns listade i Catalogue of Life.